# Volker Hesse (Regisseur)

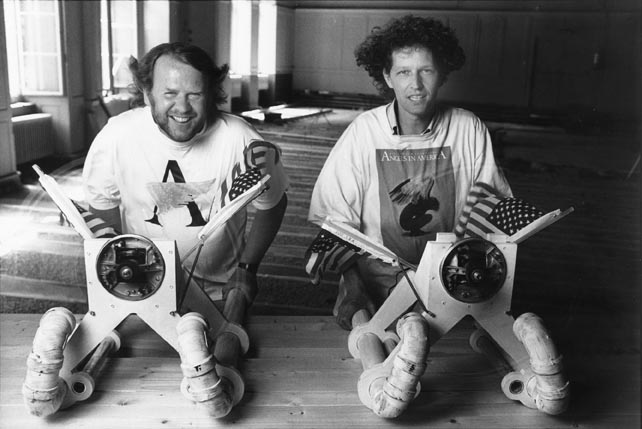
Volker Hesse (links) mit Stephan Müller Theater Neumarkt Zürich 1993, Foto: Monica Boirar

Volker Hesse (* 30. Dezember 1944 im Hunsrück) ist ein deutscher Theaterregisseur.

## Leben
Hesse, Sohn des Opernregisseurs Rudolf Hesse, studierte in Köln und Wien Theaterwissenschaften, Germanistik und Philosophie und promovierte 1972 zum Dr. phil. Nach Schauspielunterricht bei Will Quadflieg assistierte er Regisseuren wie Leopold Lindtberg und Hans Hollmann. Erste Inszenierungen erfolgten am Wiener Cafétheater, an der Rampe in Bern und mit der freien Gruppe Die Claque in Baden bei Zürich. Mitte der 1970er Jahre inszenierte Hesse an Theaterhäusern wie dem Stadttheater Bern, dem Stadttheater Trier und den Münchner Kammerspielen. 1979 wurde Hesse Mitglied des Leitungsteams des Düsseldorfer Schauspielhauses. Er inszenierte dort unter anderem Grasers Witwenverbrennung (1980), Lessings Minna von Barnhelm (1980/1981), Nathan der Weise (1983) und Tankred Dorsts Heinrich oder die Schmerzen der Phantasie (1985). Mit Arthur Schnitzlers Professor Bernhardi wurde Hesse 1987 zum Berliner Theatertreffen eingeladen. Nach 1985 wirkte er erneut als freier Regisseur, so am Bayerischen Staatsschauspiel und am Berliner Maxim Gorki Theater.
1993 übernahm er gemeinsam mit Stephan Müller die Intendanz des Theaters am Neumarkt in Zürich, das er bis 1999 leitete. Hesses Uraufführungen In Sekten (1995) und Top Dogs (1997) wurden ans Berliner Theatertreffen eingeladen. Für Top Dogs erhielt er zusammen mit Urs Widmer den 3sat-Preis. Nach zwei weiteren Jahren als freier Regisseur – in denen Hesse unter anderem das Einsiedler Welttheater in einer Fassung von Thomas Hürlimann inszenierte (2000) – übernahm er 2001 das Maxim-Gorki-Theater in Berlin, das er bis zum Ende der Spielzeit 2006 geleitet hat. 2007 inszenierte Hesse erneut das Einsiedler Welttheater, 2008 und 2012 leitete er die Tellspiele in Altdorf UR. Ebenfalls 2008 eröffnete das Luzerner Kulturhaus Südpol mit Hesses Inszenierung von Hürlimanns Stichtag.
2010 wurde Volker Hesse mit dem Hans Reinhart-Ring ausgezeichnet. Er erhielt den Preis für seine vielseitigen Inszenierungen und seine Leistungen als Theaterleiter.
2016 leitete er bei den Feierlichkeiten um den Gotthard-Basistunnel das selbst geschriebene Spiel Sacre del Gottardo mit 600 Mitwirkenden. Darin wird der Mythos der Alpen und deren technische Überwindung durch Verkehrswege in den Jahrhunderten durch bewegte Bilder miteinander verwoben. Die Inszenierung erfolgte parallel an beiden Tunnelportalen und wurde teilweise live vom Schweizer Radio und Fernsehen übertragen.
Am 10. Dezember 2016 fand die Premiere seiner Inszenierung von „Geächtet“ am Schauspielhaus Graz statt.
2018 wurde er mit dem Herbert-Haag-Preis geehrt.

## Film
- Marianne Pletscher: Volker Hesse inszeniert Tell. 2008; Essai